# Слейпнир
Слейпнир (др.-сканд. Sleipnir — «скользящий» или «живой, проворный, шустрый») — в скандинавской мифологии восьминогий конь Одина, порождение Локи. В честь Слейпнира названа борозда на Плутоне (название утверждено МАС 7 сентября 2017 года).

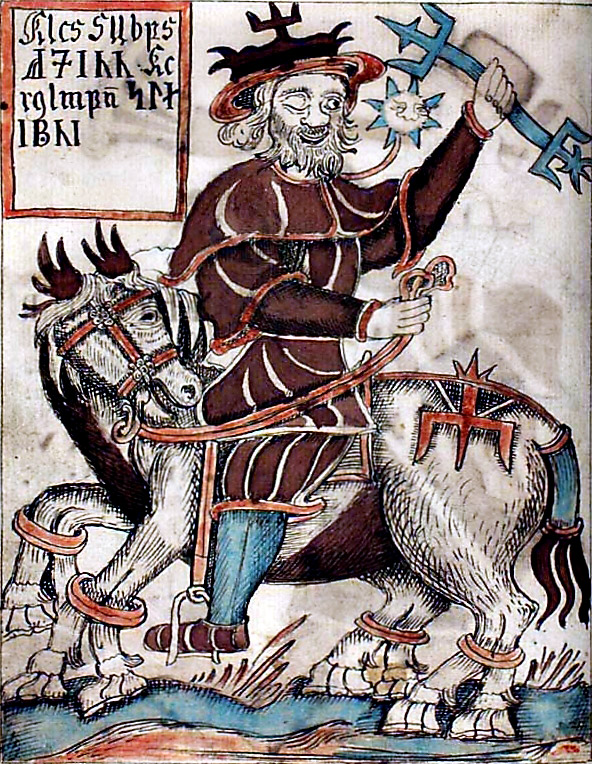
Один на Слейпнире. Миниатюра исландского манускрипта XVIII в.

## Литературные источники

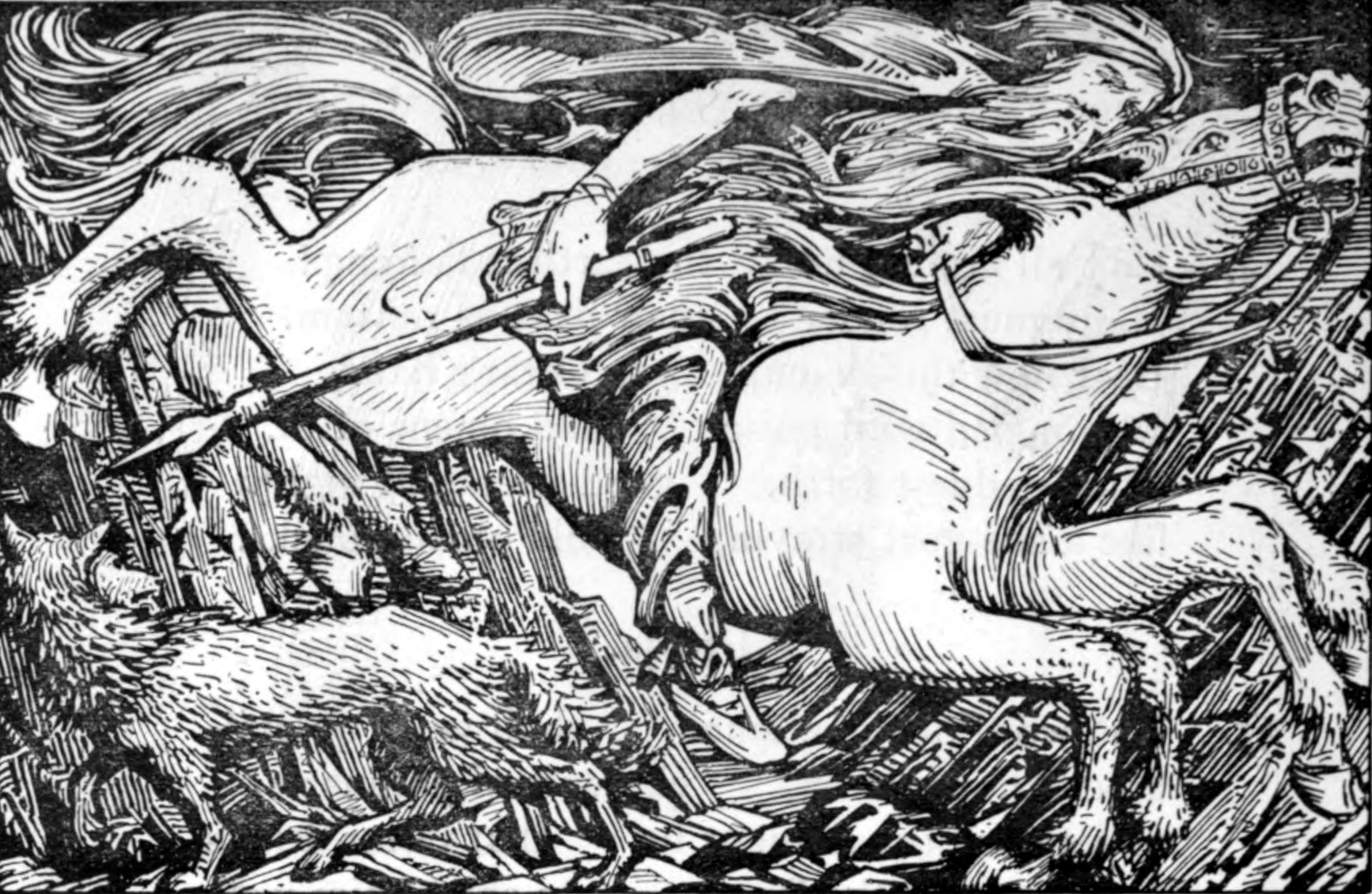
«Один отправляется в Хельхейм» (иллюстрация 1908 г.) Автор В. Г. Коллингвуд.

### Древние литературные памятники

#### Старшая Эдда
В Старшей Эдде Слейпнир появляется или упоминается в Речах Гримнира, Речах Сигрдривы, Снах Бальдра и в песни о Хюндле.
В Речах Гримнира, Гримнир (он же — Один, пока скрывающийся и не выдающий своей личности) говорит мальчику по имени Агнар (в стихах) о том, что Слейпнир — лучший среди лошадей.

Дерево лучшее —

ясень Иггдрасиль,

лучший струг —

Скидбладнир,

лучший ас — Один,

лучший конь — Слейпнир,

лучший мост — Бильрёст,

скальд лучший — Браги

и ястреб — Хаброк,

а Гарм — лучший пес.

В «Речах Сигрдривы», валькирия Сигрдрива говорит герою Сигурду, что «руны украсили… Слейпнира зубы и санный подрез». В «Снах Бальдра», после того, как асы собрались на тинг и совещались о том, отчего сны у Бальдра такие зловещие, 

Один поднялся,
древний Гаут,
седло возложил
на спину Слейпнира;
оттуда он вниз
в Нильфхель поехал
В части «Песни о Хюндле» — «Кратком прорицании вёльвы» говорится о том, что Локи породил несколько чудовищ: 

От Ангрбоды Локи

Волка родил,

а Слейпнир — сын Локи

от Свадильфари

ещё одно чудище,

самое злое,

на свет рождено

Бюлейста братом.

#### Младшая Эдда

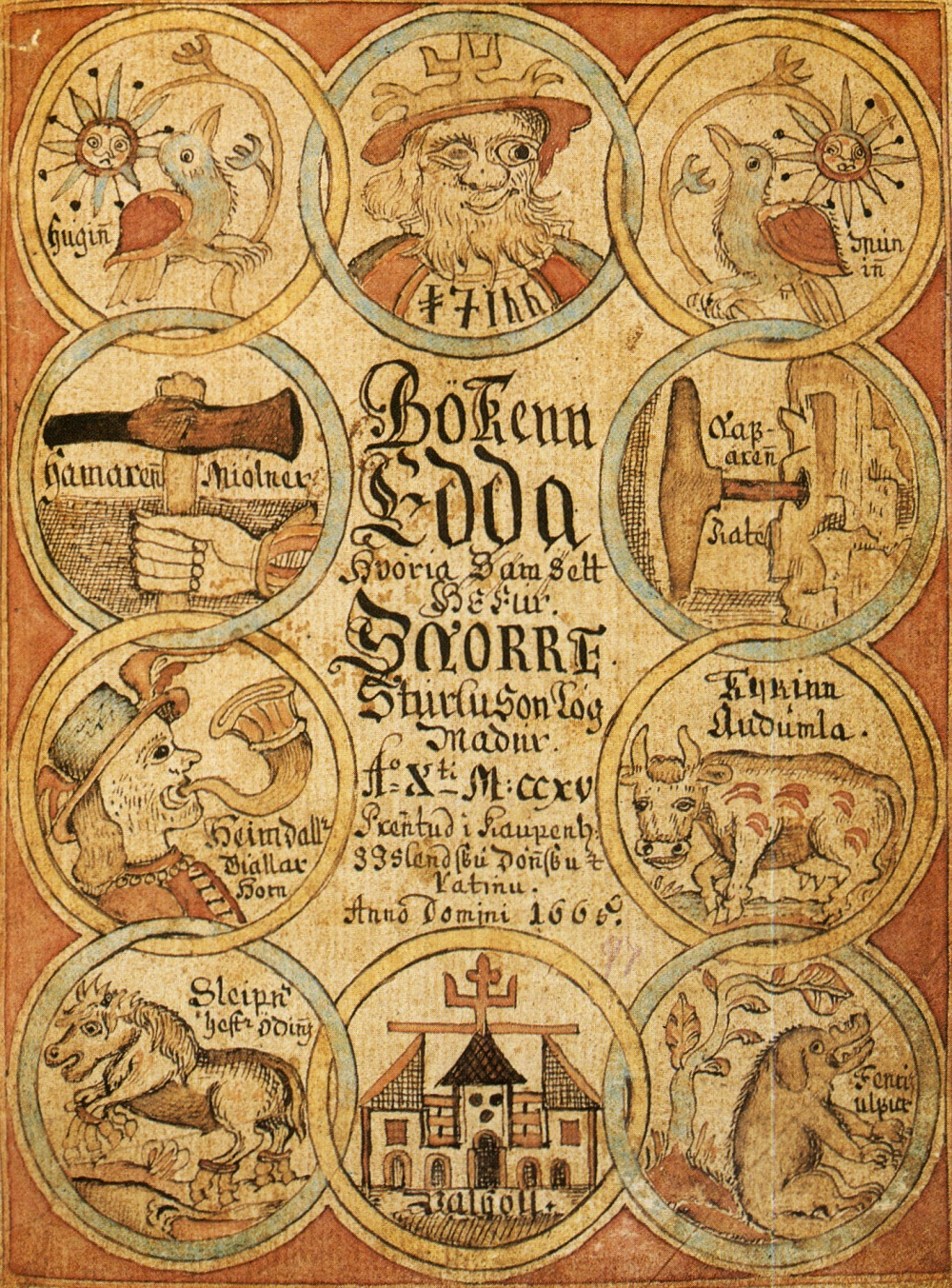
Титульный лист манускрипта «Младшей Эдды» XVIII в., изображающей Одина, Хеймдалля, Слейпнира и др. героев скандинавской мифологии

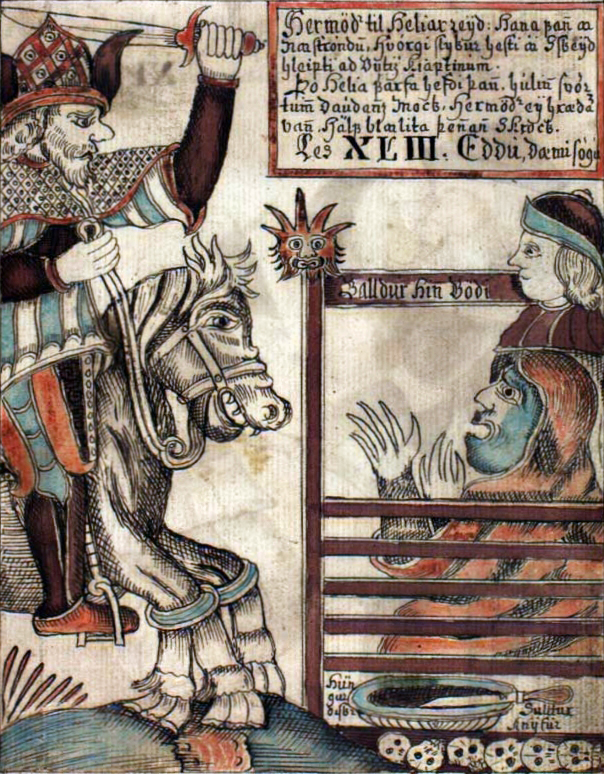
Хермод, оседлавший Слейпнира (слева), Бальдр (справа вверху) и Хель (справа внизу). Миниатюра исландского манускрипта XVIII в.

Первое упоминание о Слейпнире — в первой части Младшей Эдды — видении Гюльви в 15-й главе, где говорится о том что каждый день Асы переправляются по мосту Биврёст, а также приводится список лошадей, на которых они ездят. Этот список начинается со Слейпнира: «Слейпнир, лучший из них, он принадлежит Одину, этот конь о восьми ногах». В главе 41 Высокий цитирует строфы из Речей Гримнира (Старшая Эдда), в которых упоминается Слейпнир.
Глава 42 описывает происхождение Слейпнира. Ганлери (который является замаскированным конунгом Гюльви, описанным в книге выше) спрашивает Высокого (Одина), кому принадлежит конь Слейпнир, и что об этом коне он может рассказать. Высокий удивился тому, что Ганлери ничего не известно о Слейпнире и о его происхождении, и рассказал историю — когда боги возвели Мидгард и возвели Вальгаллу, пришёл к ним некий мастер, который взялся построить за три полугодия стены, которые могли бы устоять против горных великанов и инеистых исполинов, если они вздумают напасть на Мидгард. В обмен на это он просил Фрейю в жены и хотел завладеть солнцем и месяцем. Асы держали совет и согласились, с условием, что мастер получит всё, что просит, если сумеет построить стены в одну зиму, без использования чьей-либо помощи. Строитель попросил только об одном — чтобы ему разрешили использовать своего жеребца Свадильфари. По совету Локи, просьба была удовлетворена. Жеребец Свадильфари был вдвое сильнее строителя, и, к удивлению богов, перевозил каменные глыбы огромного размера. Строитель и Свадильфари очень быстро возводили стену, и за три дня до срока окончания работ (до начала лета) оставалось сделать лишь ворота. Боги собрались и решили найти того, кто понесёт ответственность за подобный договор, в результате они единодушно решили, что в этом, как и в большинстве неприятностей, виноват Локи.
Боги провозгласили, что Локи будет предан ужасной смерти, если не сможет придумать, как лишить строителя платы, и грозились убить его. Испугавшись, Локи поклялся, что придумает кознь, которая стала бы причиной для лишения строителя платы, чего бы ему это не стоило. В ту же ночь, когда строитель выехал чтобы добыть камней вместе со своим жеребцом Свадильфари, из-за дерева выбежала кобыла. Лошадь призывно заржала и, лишь заметив, что это была за кобыла, Свадильфари обезумел, заржал, порвал упряжь и бросился к ней. Кобыла побежала в лес, за ней последовал Свадильфари, а за ними погнался и каменщик. Лошади бегали всю ночь напролёт, в результате чего строительство было прервано, а темп работы, заданный строителем, был потерян.
Когда Асы поняли, что строитель — из рода ётунов, они пренебрегли своими предыдущими клятвами и призвали Тора. Явившись, Тор убил строителя, разбив его череп в осколки с помощью молота Мьёльнир. Однако, Локи забеременел от Свадильфари и несколько позже родил серого жеребёнка с восемью ногами — коня Слейпнира, «и нет коня лучше у богов и людей».
В главе 49, Высокий описывает смерть Бальдра. Хермод Удалой, сын Одина, согласился ехать к Хель, чтобы предложить выкуп за возвращение Бальдра. «Вывели тут Слейпнира, коня Одина, вскочил Хермод на того коня и умчался прочь». Хермод ехал девять ночей по широким, темным долинам, где ничего не мог разглядеть, пока не подъехал к реке Гьёлль и не ступил на мост, выстланный светящимся золотом. Там он встретил деву по имени Модгуд, охранявшую мост. Во время разговора с Хермодом Модгуд отмечает, что под ним одним мост грохочет не меньше, чем под пятью полчищами мёртвых, которые проезжали через мост на днях. Слейпнир и Хермод отправились «вниз и к северу» по дороге в Хельхейм, пока вдвоём не приблизились к воротам в Хельхейм. Хермод спешился со Слейпнира, затянул его подпругу, а затем снова оседлал его и пришпорил. Слейпнир перескочил через ворота, да так высоко, что вовсе их не задел. Хермод подъехал к палатам и слез со Слейпнира. Просьба Хермода к Хель о возвращении Бальдра была принята с определёнными условиями и Хермод отправился обратно в Асгард; Бальдр проводил его из палат.
В книге Язык поэзии (вторая часть Младшей Эдды), в главе 16 один из кеннингов Локи «родич Слейпнира». В главе 17, приводится история в которой Один отправляется на Слейпнире в Ётунхейм и прибывает в резиденции ётуна князя Грунгнира. Грунгнир спрашивает: «кто это скачет в золотом шлеме по водам и воздуху? У него конь на диво хорош». Один готов отдать голову на отсечение, что нет лошади лучше во всем Ётунхейме. Грунгнир признал, что это прекрасный конь, но заявил, что у его коня, Гульфакси (Золотая Грива), «ноги куда длиннее». Возмущенный Грунгнир вскочил на Гульфакси, намереваясь атаковать Одина за его хвастовство. Один скакал изо всех сил, держа Грунгнира на расстоянии; в порыве ярости, Грунгнир не заметил как был уже у ворот Асгарда.
В главе 58, Слейпнир упоминается в списке лошадей в Туле Торгрима: «Ворон и Слейпнир — славные кони». Кроме того, Слейпнир дважды упоминается в кеннингах корабля — в главе 25 в произведении скальда Рэва и как «морской Слейпнир» в главе 49 в поэме Хусдрапа Ульва Уггасона (англ. Úlfr Uggason).

#### Сага о Хервёри Хейдреке
В саге о Хервёр и Хейдреке фрагмент «Загадки Гестумблинди» содержит загадку о Слейпнире и Одине:
Тогда Гестумблинди сказал:

Что это за двое,

у которых десять ног,

три глаза

и один хвост?

Конунг Хейдрек,

думай над загадкой.

— Это Один скачет на Слейпнире. (ответил Конунг Хейдрек)

#### Сага о Вёльсунгах
В главе 13 Саги о Вёльсунгах герой Сигурд по пути в лес встречает длиннобородого старца (замаскированный Один), которого он никогда раньше не видел. Сигурд говорит старику, что он собирается выбрать лошадь, и просит его пойти с ним, чтобы помочь ему решить какую именно. Старик говорит, что они должны пригнать лошадей к реке Бусилтьорн. Вдвоём они гонят лошадей дальше на самую глубину Бусилтьорн, все лошади плывут назад к берегу, кроме большого, молодого и красивого серого жеребца, которого никто никогда не объезжал. Седобородый старик сказал, что этот конь — «происходит от Слейпнира» и что «тщательно надо его взрастить, чтобы стал он всех коней лучше». Затем старик исчез. Сигурд назвал коня Грани.

#### Деяния данов
Слейпнир появляется в некоторых событиях, описанных в книге «Деяния данов». В этой книге молодой Хаддинг встречает внушительного одноглазого человека почтенного возраста — Люсира. Хаддинг и Люсир открывают военную кампанию против Локира, правителя Курляндии. Они терпят поражение; старик берет Хаддинга на своего коня и везёт в свой дом, где поит освежающим напитком. Старик читает нараспев пророчество, после чего везёт Хаддинга обратно на то место, где подобрал его. Во время обратного пути Хаддинг дрожит от страха под мантией старика, но подглядывает через её дыры. Он обнаруживает, что под копытами коня — море, но так как нельзя смотреть на запретные вещи, он отвел свои изумленные глаза от ужасающего вида дорог, которыми они проезжали.
Кроме того, во второй книге, в «Песни о Бьярки», Бёдвар Бьярки (англ. Bödvar Bjarki) упоминает Одина и Слейпнира: «Если бы я только мог взглянуть на ужасного мужа Фригг, когда бы он не был закрыт своим белым щитом, и вел своего высокого коня, он бы никаким способом не выбрался невредимым из Лайре…»

## В культуре

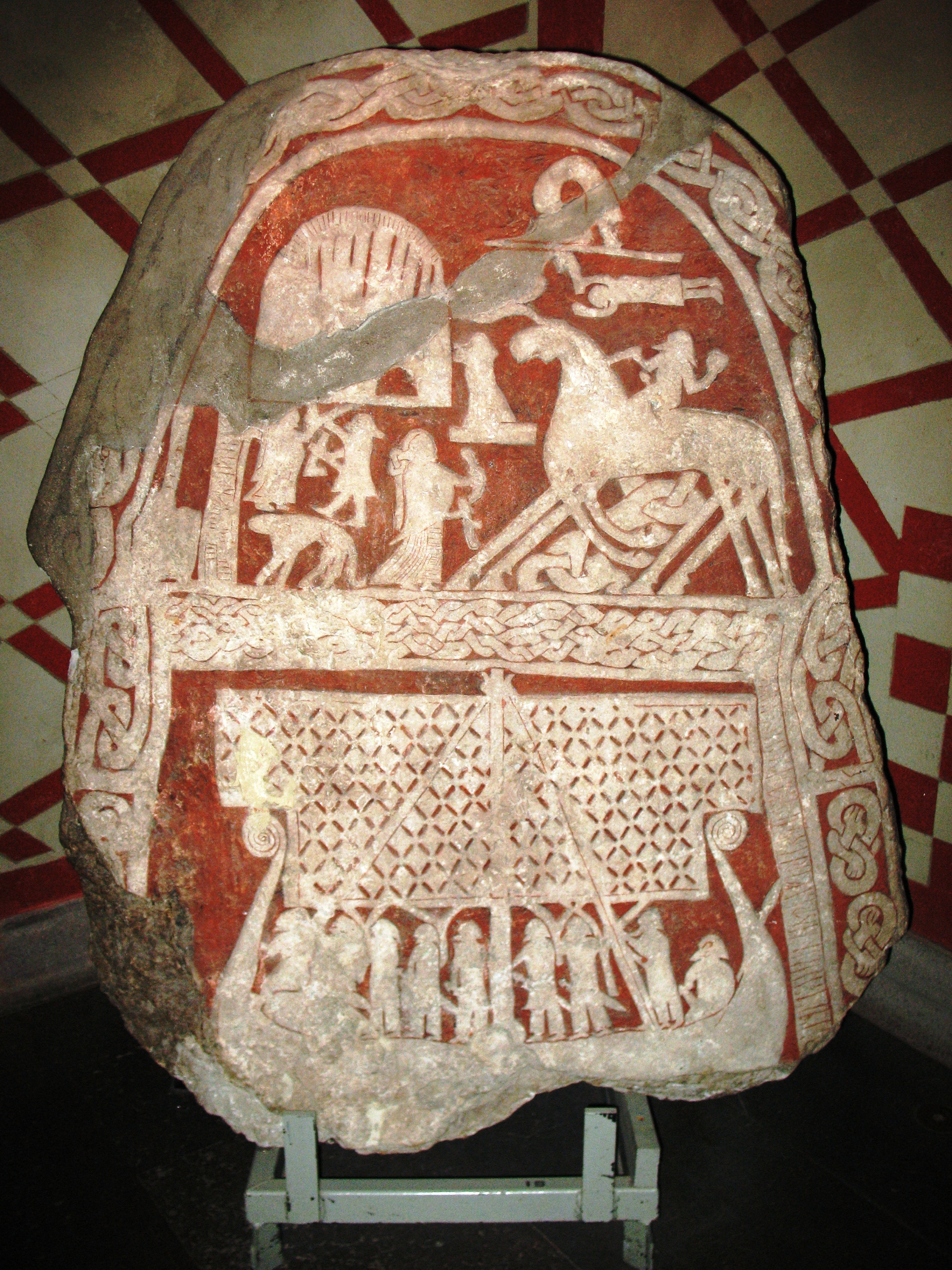
Камень Камень Тьенвиде

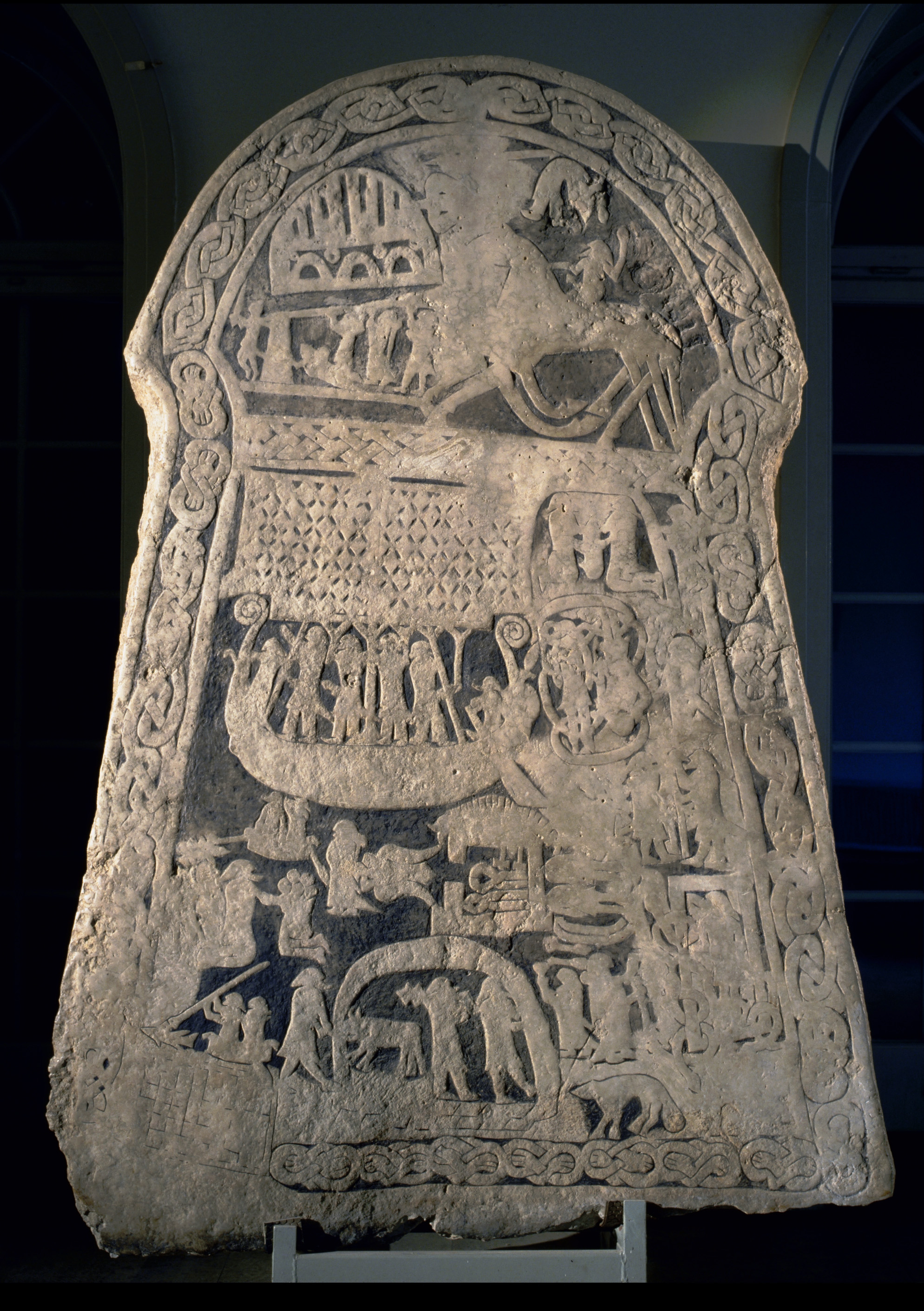
Камень Ардре VIII

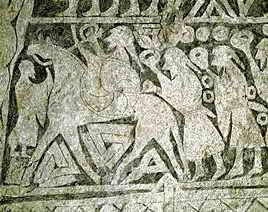
Фрагмент северной рельефной плиты (Тёнгельгордский камень, расположен в Тёнгельгорде, приходе, Готланд, Швеция); на коне, возможно, изображён Один на Слейпнире и два валькнута (узлы в форме трилистника)

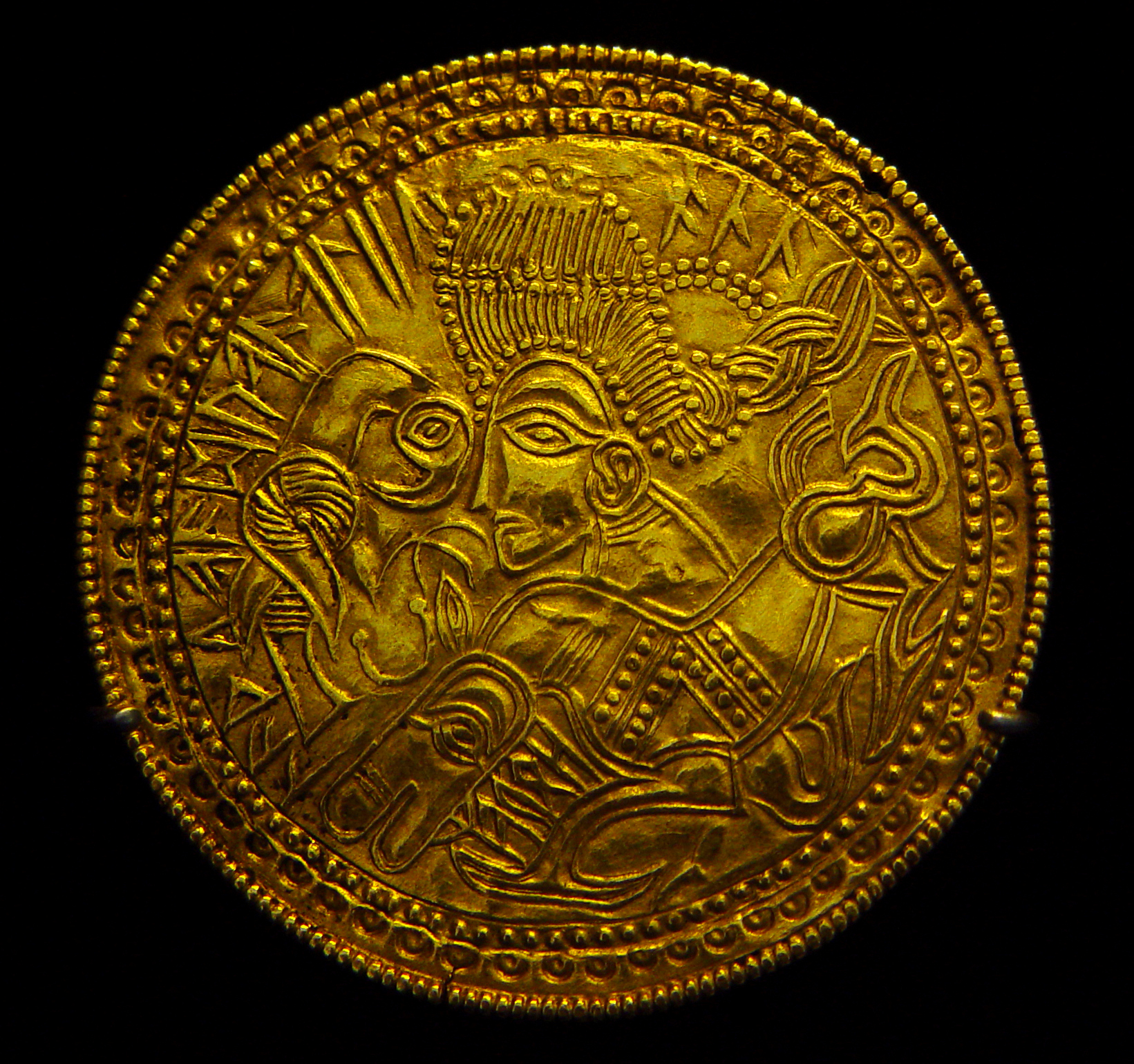
Брактеат (DR 42) c острова Фюн, Дания. Брактеат имеет на себе руническую надпись; согласно информации об этом экспонате в Национальном музее Дании, надписи на понятном языке сливаются с непереводимыми и содержат слово «Высокий» (Один), и слово

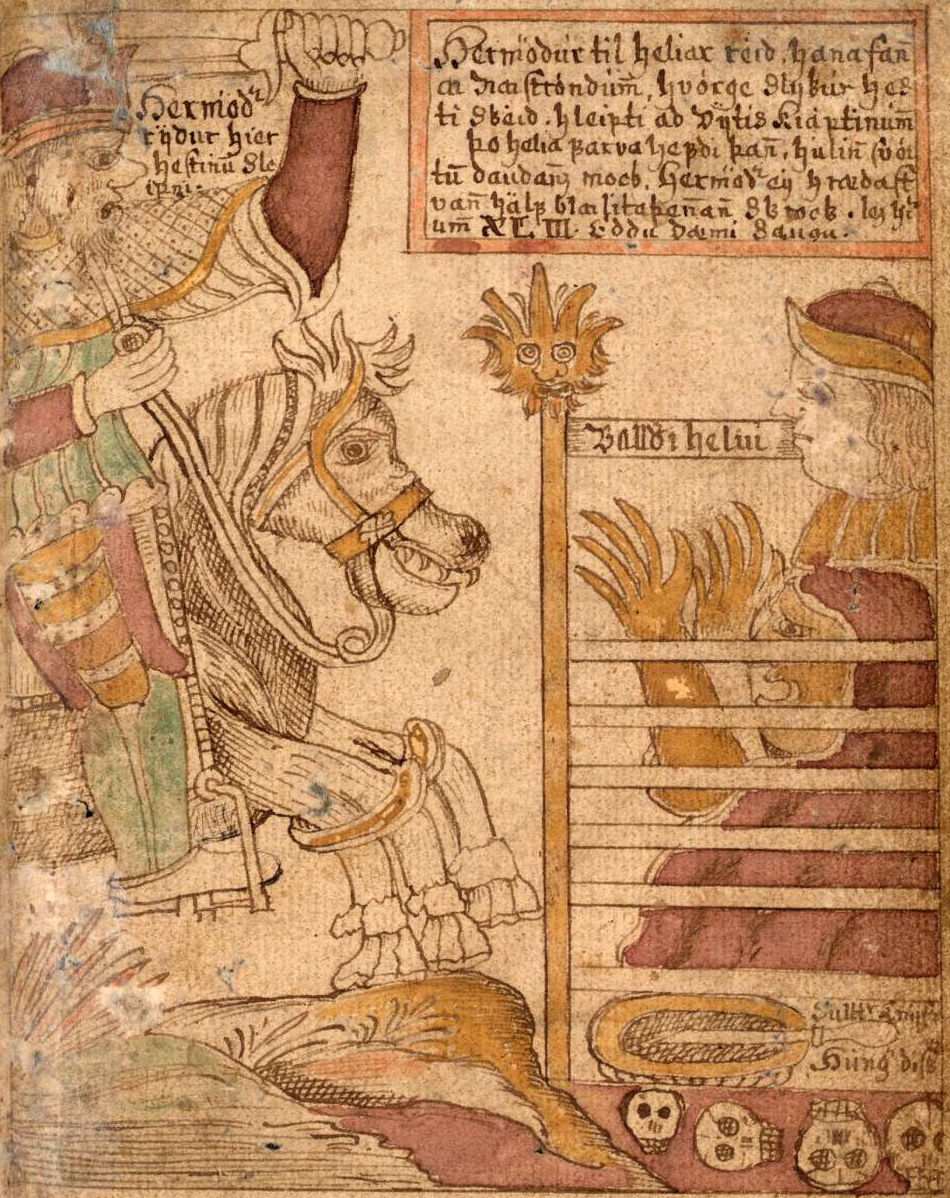
Хермод, скачущий в Хельхейм просить возвращения Бальдра. Миниатюра исландского манускрипта XVIII в.

- Слейпнир изображён на двух картинных камнях с острова Готланд (8-й век), а также на камне Тьенвиде[англ.] и камне Ардре VIII (VIII—XI век).
- Слейпнир с Одином изображены на деревянном рельефе «Odin på Sleipnir» Дагфина Веренскольда (Dagfin Werenskiold) (1945—1950) снаружи городской ратуши Осло, Норвегия.
- Статуя, изображающая Слейпнира (1998), стоит в Уэднсбери (Англия), городе, который берет своё название от англосаксонской версии Один, Ведн (Wōden)[7].
- У Редьярда Киплинга есть небольшой рассказ, первоначально названный «Слейпнир», позже переименованный «Туринда» (Thurinda)(1888), в котором описывалась лошадь по имени Слейпнир.
- Слейпнир был и остаётся популярным названием для судов в Северной Европе.
- Изображение Слейпнира используется в современных гербах:

Герб Оборонных Сил тыла (Вооружённые Силы тыла), части вооружённых сил Швеции
Герб HMS Sleipner, часть военно-морского флота Швеции
Герб Оборонных сил underhållscentrum (Försvarsmaktens underhållscentrum), часть армии Швеции
Герб Веркстадского (Verkstad) Административного Центра (Вооружённые Силы тыла), части вооружённых сил Швеции

В его честь названа борозда Слейпнира на Плутоне.

## Фольклор
В наши дни Слейпнир появляется в исландском фольклоре как создатель каньона Аусбирги.
Каньон Аусбирги, скорее всего, был образован катастрофическим ледниковым заводнением реки Йёкульсау-ау-Фьёдлум в конце последнего ледникового периода, первый раз 8-10 тыс. лет назад, а потом второй раз около 3000 лет назад. С тех пор река изменила своё течение и теперь находится приблизительно на 2 км восточнее. Легенда объясняет необычную форму каньона иначе — прозвище «след Слейпнира» берет начало из мифа о том, что восьминогий конь Одина, Слейпнир, одним из своих копыт коснулся здесь земли. Также, легенда повествует о том, что ущелье является столицей «скрытого народа», который живёт в трещинах окружающих скал.

## Теории
Джон Линдоу (John Lindow) предположил, что «связь Слейпнира с миром мертвых добавляет особую точность одному из кеннингов, в котором Слейпнир появляется как замена слова леер», ссылаясь на выражение «морской Слейпнир»,  использованное Ульвом Уггасоном в поэме Хусдрапа, которая описывает похороны Бальдра. Линдоу продолжает: «его (Úlfr Uggason) использование Слейпнира в кеннинге показывает, что роль Слейпнира в неудачном возрождении Бальдра была известна в то время в Исландии, это, безусловно, свидетельствует о том, что Слейпнир был активным героем в мифологии последних десятилетий язычества». Линдоу добавляет, что число ног Слейпнира (восемь) указывало на большую скорость или каким-то образом было связано с культовой деятельностью".
Хильда Эллис-Дэвидсон отмечает, что «восьминогий конь Одина является типичным конём для шамана» и что в путешествие шамана на небеса или в преисподнюю, шаман «обычно представляют сидящим на каких-то птицах или животных». По словам Дэвидсон, ездовое существо шамана может быть разным, но лошадь в этой роли встречается довольно часто в местах, где широко используются лошади, а то, что Слейпнир способен перевозить бога по воздуху, также характерно для коня шамана. Дэвидсон приводит пример из исследований Мирча Элиаде о восьминогом жеребёнке из истории о бурятском шамане. Дэвидсон говорит, что, хотя осуществлялись попытки связать Слейпнира с игрушечными лошадками на палке(hobby horses) и конями с числом ног, превышающим четыре, которых используют в карнавалах и шествиях, более удачным, вероятно, является сходство с носилками, на которых несут покойника во время похоронной процессии четыре носильщика; таким образом, в переносном смысле, покойника можно описать, как ездока на восьминогом коне. В качестве примера Дэвидсон приводит погребальные песни народа Гонды в Индии, записанные Верриером Элвином (Verrier Elwin), сформулировав следующее: "в нем упоминается Багри Маро (фр. Bagri Maro), лошадь с восемью ногами, и, как видно из песни, эта лошадь везет похоронные дроги мертвеца. Дэвидсон говорит, что песню пели, когда умирали известные жители деревни Мурия (англ. Muria), и приводит стих:

What horse is this?(Что это за лошадь)
It is the horse of Bagri Maro. (Это лошадь Багри Маро)
What should we say of its legs? (Что можно сказать про её ноги)
This horse has eight legs. (У этой лошади восемь ног)
What should we say of its heads?(Что можно сказать про её головы)
This horse has four heads. . . . (У этой лошади 4 головы)

Catch the bridle and mount the horse. (Поймай уздечку и оседлай лошадь)
Дэвидсон добавляет, что из такой картины может естественным образом следовать
представление о коне Одина, как восьминогом, и что «это соответствует представлениям о Слейпнире, как о лошади, которая может переносить всадника на землю мертвых».
Улла Лоумэнд (Ulla Loumand) упоминает Слейпнира и летающую лошадь Хофварпнир («Цветистое копытце», лошадь богини Гна) как «яркие примеры» лошадей в скандинавской мифологии, которые могли быть «посредниками между небом и землёй, между Асгардом, Мидгардом и Утгардом и между миром смертных и подземным миром».
В энциклопедии индоевропейской культуры выдвигается предположение о том, что восемь ног Слейпнир — пережиток ассоциированных с конями богов-близнецов. Упоминание мифемы богов-близнецов найдено во многих индо-европейских культурах, и в конечном счёте она вытекает из праиндоевропейской религии. Энциклопедия утверждает, что «[…] Слейпнир родился с двойным набором ног, тем самым представляя первоначальную пару коней. Как Фрейр и Ньёрд, Слейпнир отвечает за переправку мёртвых в потусторонний мир». В словаре проводятся параллели между рождением Слейпнира и мифами, исходно указывающими на богиню кельтов, родившую двух Божественных лошадей-близнецов. В содержание этих мифов входит история о нежелательном поклоннике, который тоже требовал для себя богиню, и об обольщении строителей.